# Saison 8 des Goldberg
 (mars 2021).
Si vous disposez d'ouvrages ou d'articles de référence ou si vous connaissez des sites web de qualité traitant du thème abordé ici, merci de compléter l'article en donnant les références utiles à sa vérifiabilité et en les liant à la section « Notes et références ».
Chronologie
Saison 7 Saison 9
Cet article présente le guide des épisodes de la huitième saison de la série télévisée américaine Les Goldberg.

## Généralités
- Aux États-Unis, cette huitième saison a été diffusée depuis le 21 octobre 2020 sur le réseau ABC.
- Au Canada, elle est diffusée en simultané ou en différé sur le réseau CTV 2.

## Distribution

### Acteurs principaux
- Wendi McLendon-Covey (VFB : Delphine Moriau) : Beverly Goldberg
- Sean Giambrone (en) (VFB : Tim Belasri) : Adam Goldberg (jeune)
- Troy Gentile (VFB : Thibaut Delmotte) : Barry Goldberg
- Hayley Orrantia (VFB : Claire Tefnin) : Erica Goldberg
- Jeff Garlin (VFB : Michel Hinderyckx) : Murray Goldberg
- Patton Oswalt (VFB : Philippe Allard) : Adam Goldberg (voix off adulte)
- Sam Lerner (VFB : Antoni Lo Presti) : Geoff Schwartz
- George Segal (VFB : François Mairet) : Pops Solomon (épisodes 1 à 3, 6, 8 à 10, 12 à 16)

### Acteurs récurrents et invités
- Amanda Michalka (VFB : Helena Coppejans) : Lainey Lewis
- Kenny Ridwan (en) (VFB : Alexis Flamant) : Dave Kim

## Épisodes

### Épisode 1:Airplane!
- États-Unis /  Canada : 21 octobre 2020 sur ABC / CTV 2

### Épisode 2:En toute amitié
- États-Unis /  Canada : 21 octobre 2020 sur ABC / CTV 2

### Épisode 3:Tout est sous contrôle
- États-Unis /  Canada : 28 octobre 2020 sur ABC / CTV 2

### Épisode 4: Le mariage de Bill
- États-Unis /  Canada : 4 novembre 2020 sur ABC / CTV 2

### Épisode 5:Divorcé
- États-Unis /  Canada : 18 novembre 2020 sur ABC / CTV 2

### Épisode 6: Éracisme
- États-Unis /  Canada : 25 novembre 2020 sur ABC / CTV 2

### Épisode 7: Une famille parfaite
- États-Unis /  Canada : 2 décembre 2020 sur ABC / CTV 2

### Épisode 8: La soirée meurtre et mystère de Beverly Goldberg
- États-Unis /  Canada : 13 janvier 2021 sur ABC / CTV 2

### Épisode 9:Élixir de jouvence
- États-Unis /  Canada : 13 janvier 2021 sur ABC / CTV 2

### Épisode 10:La casquette de Geoff
- États-Unis /  Canada : 3 février 2021 sur ABC / CTV 2

### Épisode 11:La gardienne des valeurs
- États-Unis /  Canada : 10 février 2021 sur ABC / CTV 2

### Épisode 12:Les lasagnes que tu mérites
- États-Unis /  Canada : 24 février 2021 sur ABC / CTV 2

### Épisode 13:Mister Cuirassé
- États-Unis /  Canada : 3 mars 2021 sur ABC / CTV 2

### Épisode 14:Triangle Amoureux
- États-Unis /  Canada : 24 mars 2021 sur ABC / CTV 2

### Épisode 15:Motivation maximale
- États-Unis /  Canada : 31 mars 2021 sur ABC / CTV 2

### Épisode 16:Une pause s'impose
- États-Unis /  Canada : 7 avril 2021 sur ABC / CTV 2

### Épisode 17:Incroyable talent
- États-Unis /  Canada : 14 avril 2021 sur ABC / CTV 2

### Épisode 18:Opération séduction
- États-Unis /  Canada : 21 avril 2021 sur ABC / CTV 2

### Épisode 19:Nos parents ces héros
- États-Unis /  Canada : 28 avril 2021 sur ABC / CTV 2

### Épisode 20:La soirée poker
- États-Unis /  Canada : 5 mai 2021 sur ABC / CTV 2

### Épisode 21:Un pacte d'amitié
- États-Unis /  Canada : 12 mai 2021 sur ABC / CTV 2

### Épisode 22:La demande en mariage
- États-Unis /  Canada : 19 mai 2021 sur ABC / CTV 2